# Трансплантація пеніса
Трансплантація пеніса — хірургічна трансплантаційна процедура, під час якої пацієнтові пересаджують пеніс. Пересаджений орган може бути забраний у донора або вирощений штучно. Трансплантація пеніса, як і інших периферичних органів, таких як обличчя або кисть руки, викликає багато суперечок, оскільки не є необхідною операцією для життєдіяльності пацієнта.

## Виконані операції

### Перша трансплантація пеніса в Китаї
Перша операція з пересадки пеніса була проведена у вересні 2006 року у військовому госпіталі Гуанчжоу (Китай). 44-річному чоловікові, який втратив більшу частину пеніса в результаті нещасного випадку, пересадили пеніс 22-річного донора. Операція пройшла успішно, але в результаті пацієнт і його дружина отримали психологічну травму, і через 15 днів пересаджений орган довелося видалити за наполяганням пацієнта.

### Трансплантація пеніса в Південно-Африканськії Республіці
11 грудня 2014 року лікарі Стелленбоського університету (ПАР) провели успішну трансплантацію пеніса в Тайгербердській лікарні в Кейптауні. Операцію очолював професор Андре Ван дер Мерві, завідувач кафедрою урології в Університеті Стелленбош. Пацієнт — 21-річний чоловік, який втратив пеніс в 18-річному віці в результаті невдало виконаного обрізання. Операція тривала 9 годин, хірурги з'єднували судини і нерви. 13 березня було оголошено, що пересаджений орган повністю функціонує: сечовипускання, ерекція, оргазм і еякуляція. Повне відновлення відчуттів, як очікувалося, мало зайняти два роки. Однак, вже 11 червня 2015 року пацієнт оголосив про вагітність своєї подруги

### Трансплантація пеніса в США
На початку травня 2016 року в Массачусетській лікарні була проведена перша трансплантація пеніса в США. Пацієнтом став 64-річний Томас Меннінг у якого діагностували рак статевого члена. Операцію очолили хірурги Кетріс Кетруло і Діккен Ко. Лікарі практикувалися на трупах більше 3 років перед тим як приступити до пересадки пеніса. В трансплантації брало участь 13 хірургів і більше 30 медичних працівників. Операція тривала 15 годин і завершилася успішно.
26 березня 2018 роки команда хірургів з університету Джона Гопкінса (Балтимор) провела першу загальну трансплантацію пеніса і калитки в світі. Операція, яка тривала 14 годин, була виконана командою лікарів, анестезіологів і медсестер на чолі з доктором Ендрю Лі, директором пластичної та реконструктивної хірургії в університеті Джона Гопкінса. Хірурги університету планували провести такого роду втручання в 2013 році, проте на дослідження і підготовку пішло 5 років. Реципієнт — військовий ветеран, який отримав поранення в результаті вибуху саморобного вибухового пристрою в Афганістані побажав залишитися невідомим. Під час процедури пеніс, навколишні тканини і калитка померлого донора були пересаджені реципієнту. Цей складний вид трансплантаційної операції називається «васкуляризована композитна алотрансплантація». У лікарні повідомили, що пацієнт відновився після операції і був виписаний.